# Aquele Frevo Axé
Aquele Frevo Axé é o vigésimo sexto álbum da cantora Gal Costa, lançado em 1998. O álbum ganhou disco de ouro no Brasil, por vendas de mais de 100 mil cópias.

## Faixas
| N.º | Título                                                                  | Compositor(es)                                                 | Duração |  |
| 1.  | "Imunização Racional (Que Beleza)"                                      | Tim Maia                                                       | 4:40    |  |
| 2.  | "A Voz do Tambor (part. Milton Nascimento)"                             | Celso Fonseca/Ronaldo Bastos                                   | 3:50    |  |
| 3.  | "Aquele Frevo Axé"                                                      | Caetano Veloso/Cezar Mendes                                    | 3:51    |  |
| 4.  | "Esquadros"                                                             | Adriana Calcanhotto                                            | 3:39    |  |
| 5.  | "Assum Branco"                                                          | José Miguel Wisnik                                             | 4:10    |  |
| 6.  | "Amor de Juventud"                                                      | Pedro Aznar                                                    | 5:33    |  |
| 7.  | "Aguarte Agora"                                                         | Carlinhos Brown/Cezar Mendes                                   | 5:11    |  |
| 8.  | "Qui Nem Giló"                                                          | Luiz Gonzaga/Humberto Teixeira                                 | 3:42    |  |
| 9.  | "Você"                                                                  | Tim Maia                                                       | 3:45    |  |
| 10. | "Você Não Gosta de Mim"                                                 | Caetano Veloso                                                 | 5:04    |  |
| 11. | "Habib"                                                                 | Jorge Ben Jor                                                  | 4:50    |  |
| 12. | "Quase um Segundo"                                                      | Herbert Vianna                                                 | 4:03    |  |
| 13. | "Calling You/Girl From Ipanema (Garota de Ipanema) (música incidental)" | Bob Telson/ Tom Jobim/Vinícius de Moraes/versão: Norman Gimbel | 4:08    |  |
| 14. | "Sertão"                                                                | Caetano Veloso/Moreno Veloso                                   | 1:52    |  |

## Certificados e vendas
| País (Provedor) | Disco Especifico | Certificação | Vendas   |
| --------------- | ---------------- | ------------ | -------- |
| Brasil (ABPD)   | CD               | Ouro         | +100.000 |